# 庙街镇
庙街镇，是中华人民共和国云南省大理白族自治州巍山彝族回族自治县下辖的一个乡镇级行政单位。

## 行政区划
庙街镇下辖以下地区：
慧明村、北桥村、盟石村、古城村、六合村、添泽村、润泽村、新华村、新云村、营盘村、碧清村和云鹤村。

## 中国传统村落
2013年8月，阿朵村、利克村、陈德厂被评为第二批中国传统村落。